# Sergi i Bacus
|  | «Sant Sergi» redirigeix aquí. Vegeu-ne altres significats a «Sant Sergi (desambiguació)». |

Sergi i Bacus (Síria?, segona meitat del segle iii - Resafa, Síria, 303) van ser dos militars romans, convertits al cristianisme i màrtirs. Sembla que estigueren molt vinculats en vida. Són venerats com a sants per totes les confessions cristianes, especialment en les esglésies ortodoxes i orientals.

## Biografia
Sergi i Bacus eren militars i homes de confiança de l'emperador romà Maximià; Sergi era primicerius (comandant en cap de l'escola dels gentils) i Bacus n'era el secundarius. L'emperador s'assabentà que Sergi i Bacus eren cristians; no va voler creure-ho i va requerir-los a la seva presència, i ells van reconèixer la seva religió. El cristianisme, perseguit, era causa de condemna a mort, però l'emperador fou clement i els donà una última oportunitat perquè adoressin els déus romans i ésser perdonats. Sergi i Bacus s'hi van negar i l'endemà mateix foren deportats a Síria on foren torturats i executats.
La tradició diu que Bacus morí durant la tortura; Sergi va ser obligat a córrer 18 milles amb un calçat que portava claus amb les puntes cap a dins, que se li clavaven als peus. En arribar, fou decapitat.

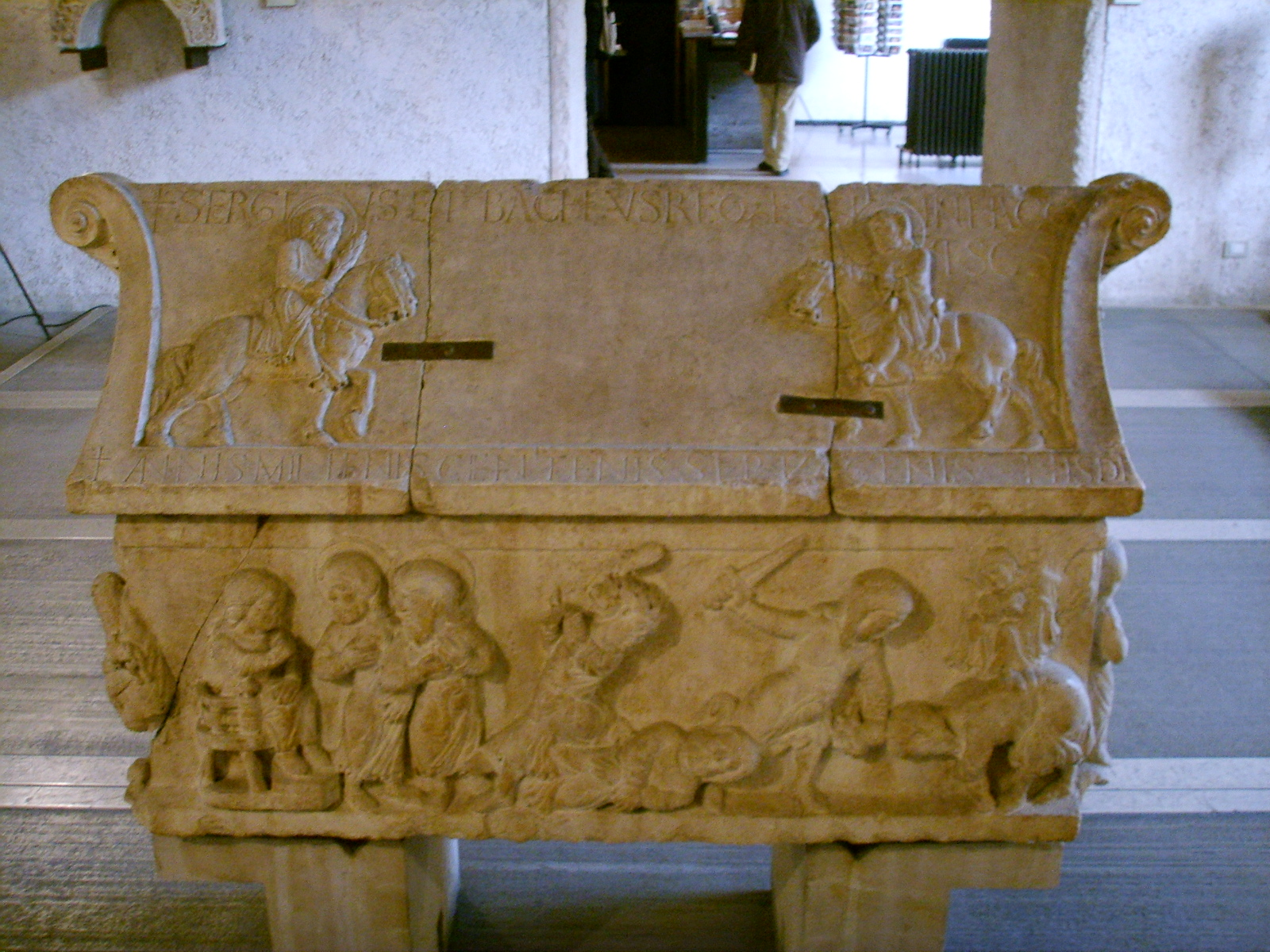
Sepulcre de marbre anomenat dels sants Sergi i Bacus, amb relleus relatius a la seva vida i martiri, ca. 1179 (Verona, Museo di Castelvecchio).

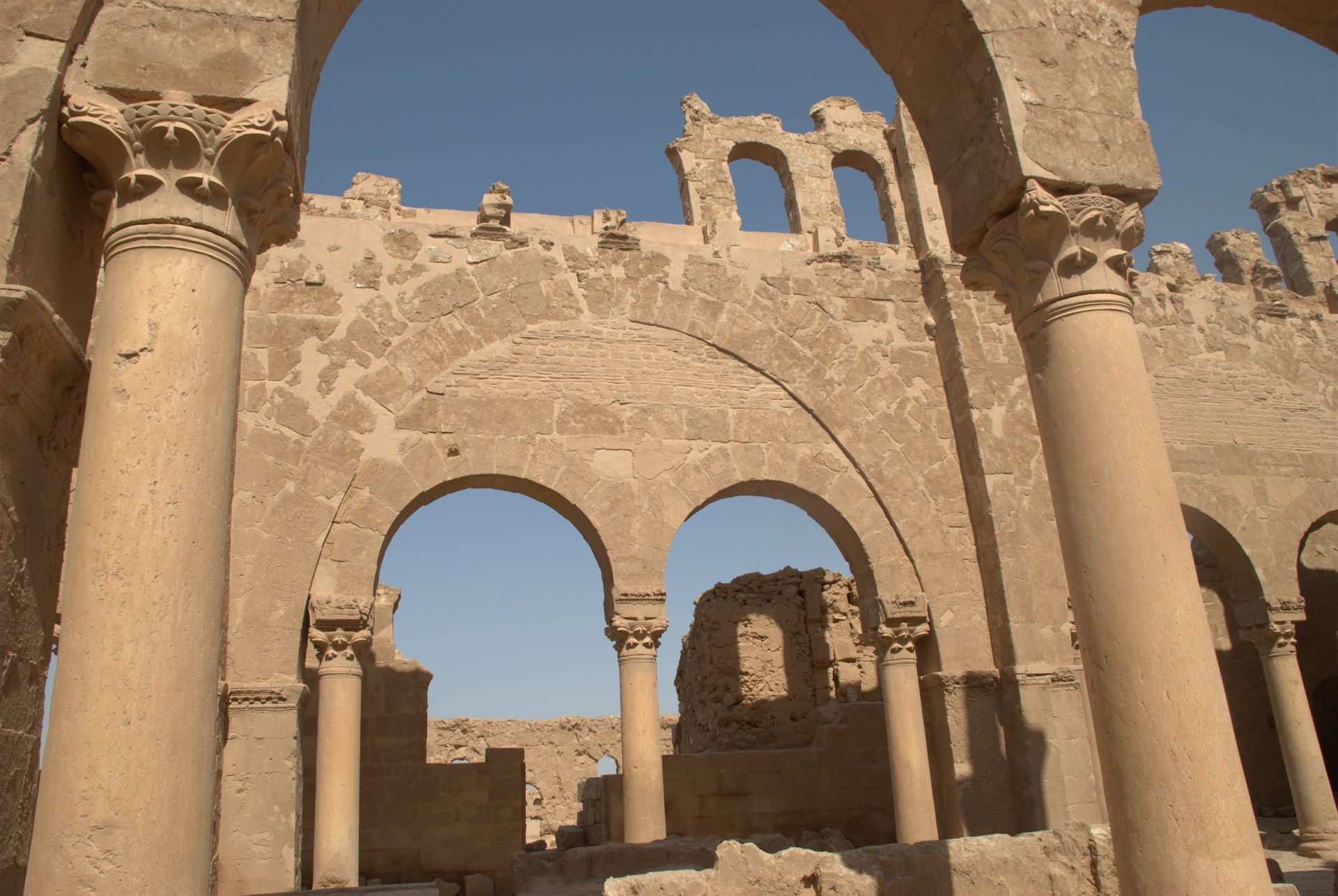
Ruïnes de la basílica de Resafa, on hi havia les restes dels sants.

## Veneració
Durant l'Imperi Romà d'Orient, eren venerats com a patrons de l'exèrcit. Es van construir esglésies en honor seu a Acre i Roma, i l'emperador romà d'Orient Justinià I va ordenar la construcció d'un gran monestir a Constantinoble (actualment mesquita).
Sant Sergi va esdevenir molt famós a Síria (de la qual fou patró) i a l'Aràbia cristiana. Tant és així, que la ciutat de Resafa (lloc de martiri de Sant Sergi) va prendre el nom de com Sergiòpolis i, al lloc de la seva sepultura, va ser-hi edificada una basílica fortificada. Es diu que una part de les seves restes fou traslladada a Venècia.
La seva festa se celebra el 7 d'octubre.

### Polèmica sobre els sants
En l'antiguitat clàssica --tal com passa ara-- no eren gens rares les relacions entre persones del mateix sexe (Sòcrates, Alexandre el Gran, la poetessa Safo de Lesbos, els emperadors romans August, Tiberi, Calígula, Neró, Galba, etc., i tants altres). La moralitat grega i romana no les considerava il·lícites ni execrables. L'arribada del cristianisme, però, les va condemnar com a pecat.
Segons algunes associacions, com el Moviment Cristià Homosexual, el Grup Cristià Homosexual o la Comunitat Homosexual Catòlica, aquests dos sants representen la visió que tenia la primitiva Església sobre l'homosexualitat. Per això, els homosexuals cristians ortodoxos -especialment els dels Estats Units- consideren els sants Sergi i Bacus com a patrons, de manera semblant al cas de Sant Sebastià i els homosexuals catòlics.